# Чон Дэхён (певец)
Чон Дэхён (кор. 정대현; род. 28 июня 1993 года, более известный под псевдонимом Дэхён (кор. 대현) — южнокорейский певец. Бывший участник хип-хоп бойз-бенда B.A.P.

## Биография
Чон Дэхён родился 28 июня 1993 года в Кванджу, Южная Корея. Является вторым ребёнком в семье. Начал увлекаться пением ещё в раннем возрасте, во время просмотров выступлений TVXQ.
В 18 лет Дэхён поступил в Пусанскую среднюю школу компьютерных наук. Отказавшись от идеи посещать среднюю школу искусств, он подал заявление в учебное заведение с «практическим» музыкальным отделением и был принят в старшую школу Пусанской Академии Натараджа. Во время обучения в старшей школе он посещал курсы для трейни, где практиковал пение на протяжении 6 месяцев.
Летом 2011 года Дэхён присоединился к лейблу TS Entertainment и стал последним попавшим в группу участником.

## Карьера
В марте 2011 агентство TS Entertainment объявило набор в мужскую группу B.A.P, которая дебютировала в 2012 году. Дэхён был представлен последним участником, занимая позицию главного вокалиста. Группа дебютировала через десять дней после объявления с синглом «Warrior». В ноябре того же года агентство заявило, что дебютирует подгруппа «TS Baby» с участием Пан Ёнгука.
В ноябре 2014 года группа подала иск против своего агентства. Участники стремились аннулировать свой контракт с компанией, ссылаясь на плохие условия и несправедливое распределение прибыли. В августе 2015 года обе стороны окончательно договорились, и B.A.P возобновила свою деятельность под тем же лейблом. В августе и декабре 2018 года члены группы Ёнгук и Zelo покинули группу и агентство после истечения их контрактов. Остальные члены группы покинули агентство в феврале 2019 года, что привело к роспуску B.A.P.
Сольная карьера
В марте 2019 года Чон Дэхён начал сотрудничать с компанией Culture Bridge, чтобы собрать средства для своего дебютного мини-альбома.
Летом 2019 года подписал контракт с агентством STX Lionheart. 11 октября того же года в рамках компании он выпустил свой первый сингл «Aight».
Его первый японский сингл «Amazing» был выпущен 25 ноября 2020 года. Также были выпущены несколько альбомов и один OST к дораме.

## Личная жизнь
С 17 ноября 2020 года Дэхён служит в армии Южной Кореи.

## Дискография
Основная статья: Дискография B.A.P